# Europese weg 56
De Europese weg 56 of E56 is een Europese weg die loopt van Neurenberg in Duitsland naar Sattledt in Oostenrijk. De E56 ligt in Duitsland en Oostenrijk en is in totaal 330 km lang.

## Plaatsen langs de E56
| Duitsland - Neurenberg - Altdorf - Neumarkt - Regensburg - Deggendorf - Passau Oostenrijk - Ried - Wels - Sattledt |